# Palmasola
Palmasola è un comune del Venezuela situato nello Stato del Falcón.
Il capoluogo del comune è la città di Palmasola.